# Црква Светог архангела Михаила у Горњој Љубати
Црква Светог архангела Михаила у Горњој Љубати једна је од 37 цркава Епархије врањске, која организационо припада Архијерејском намесништву босилеградском, а територијално и административно општини Босилеград са 25 села, и Пчињском округу. Црква данас функционише у задовољавајућем стању.

## Положај
Црква се налази у селу Горња Љубата, претежно настањеном Бугарима (према попису из 2002. године), 20 км западно од градског насеља Босилеград. Оивичен је са свих страна планинама по чијим падинама су смештене сеоске махале. Удаљена је од Врања 60 km, Београда 400 km, Ниша 170 km и Софије 132 km.
Микролакација цркве:
- Северна географска ширина: 42° 30' 5,64”
- Источна географска дужина: 22° 17' 39,36”
- Надморска висина црквене порте: 1.032 m.

## Историја
Црква је саграђена 1920. године уз помоћ руских емиграната. Освећена је 1926. године од стране епископа Нишког, Светог Доситеја Васића, Загребачког Исповедника.
Први антиминс чува се у ризници Црквене општине Босилеград као и Јеванђеље.
У цркви је служио и чувени прота Александар Трајков - поп Санда, око 50 година и истовремено био архијерејски намесник босилеградски.

## Архитектура
Црква је једнобродна грађевина са припратом на западу и апсидом на истоку. Црква има куполу изнад припрате у којој је смештено звоно.
Унутрашњост храма је врло лепа с импозантним иконописом.
Црква је делимично обновљена 2006. године, када је промењен кров, и 2012. године када су на крову урађени лимарски радови.